# UNICS Kazan
L'UNICS Kazan est un club russe de basket-ball issu de la ville de Kazan. Le club joue en VTB United League, la plus haute division du championnat russe. Une section féminine originaire du même club joue également dans la Superligue, sous le nom d'université technique de Kazan.

## Historique
Créé en 1991, l'UNICS Kazan a, en 6 ans, gravi les échelons du championnat russe, pour atteindre la Superligue en 1997. Les 2 saisons suivantes, l'UNICS s'installe déjà durablement dans la Superligue (parmi les 5 meilleures équipes) et vient jouer les trouble-fêtes dans les phases finales de 2001 à 2003. L'avènement arrive cependant de l'Europe en 2004 lorsque l'UNICS devient le 1er vainqueur de la FIBA EuroCup. Depuis, le club de Kazan essaie de gravir les plus hauts échelons européens (participation à la Coupe ULEB 2005-2006) avant de tenter de battre Moscou et Perm.

## Bilan sportif

### Palmarès
| Compétitions nationales | Compétitions régionales                           | Compétitions internationales                                                                                      |
| - Championnat de Russie : - Finaliste (5) : 2001, 2002, 2004, 2007, 2011 - Coupe de Russie : - Vainqueur (3) : 2003, 2009, 2014 - Finaliste (3) : 2005, 2007, 2010 | - Ligue nord européenne : - Vainqueur (1) : 2003. | - EuroCoupe : - Vainqueur (1) : 2011 - Finaliste (2) : 2014 et 2021 - FIBA Europe League : - Vainqueur (1) : 2004 |

### Bilan saison par saison
| Saison      | Championnat national | Championnat national | Championnat national | Championnat national | Championnat national | Championnat national | Championnat national | Championnat national | Championnat national | Coupe nationale | Compétitions régionales | Compétitions régionales | Compétitions régionales | Compétitions européennes | Compétitions européennes  | Compétitions européennes |
| Saison      | Niveau               | Division             | Classement           | Pts                  | MJ                   | V                    | D                    | %V                   | Playoffs             | Coupe nationale | Niveau                  | Compétition             | Résultat                | Niveau                   | Compétition               | Résultat                 |
| ----------- | -------------------- | -------------------- | -------------------- | -------------------- | -------------------- | -------------------- | -------------------- | -------------------- | -------------------- | --------------- | ----------------------- | ----------------------- | ----------------------- | ------------------------ | ------------------------- | ------------------------ |
| UNICS Kazan |                      |                      |                      |                      |                      |                      |                      |                      |                      |                 |                         |                         |                         |                          |                           |                          |
| 1997-1998   | 1                    | Superleague A        | -                    | -                    | -                    | -                    | -                    | -                    | -                    | -               | -                       | -                       | -                       | 3                        | Coupe Korać               | -                        |
| 1998-1999   | 1                    | Superleague A        | 1er/6                | 47                   | 28                   | 19                   | 9                    | 68 %                 | 1/4 de finale        | -               | -                       | -                       | -                       | 2                        | Coupe Saporta             | -                        |
| 1999-2000   | 1                    | Superleague A        | 2e/10                | 30                   | 18                   | 12                   | 6                    | 67 %                 | 1/4 de finale        | -               | -                       | -                       | -                       | 3                        | Coupe Korać               | -                        |
| 2000-2001   | 1                    | Superleague A        | 2e/10                | 32                   | 18                   | 14                   | 4                    | 78 %                 | Finaliste            | -               | -                       | -                       | -                       | 2                        | Coupe Saporta             | -                        |
| 2001-2002   | 1                    | Superleague A        | 2e/10                | 65                   | 36                   | 29                   | 7                    | 81 %                 | Finaliste            | -               | -                       | -                       | -                       | 2                        | Coupe Saporta             | -                        |
| 2002-2003   | 1                    | Superleague A        | 3e/10                | 33                   | 18                   | 15                   | 3                    | 83 %                 | 1/2 finales          | Vainqueur       | -                       | -                       | -                       | 3                        | FIBA Europe Champions Cup | -                        |
| 2003-2004   | 1                    | Superleague A        | 2e/13                | 45                   | 24                   | 21                   | 3                    | 88 %                 | Finaliste            | 1/2 finales     | -                       | -                       | -                       | 3                        | FIBA Europe League        | -                        |
| 2004-2005   | 1                    | Superleague A        | 3e/13                | 41                   | 24                   | 17                   | 7                    | 71 %                 | 1/2 finales          | Finaliste       | -                       | -                       | -                       | 3                        | FIBA Europe League        | -                        |
| 2005-2006   | 1                    | Superleague A        | 4e/13                | 42                   | 24                   | 18                   | 6                    | 67 %                 | 1/2 finales          | 1/2 finales     | -                       | -                       | -                       | 2                        | Coupe ULEB                | -                        |
| 2006-2007   | 1                    | Superleague A        | 2e/13                | 45                   | 24                   | 21                   | 3                    | 88 %                 | Finaliste            | Finaliste       | -                       | -                       | -                       | 2                        | Coupe ULEB                | -                        |
| 2007-2008   | 1                    | Superleague A        | 3e/13                | 41                   | 24                   | 17                   | 7                    | 71 %                 | 1/4 de finale        | -               | -                       | -                       | -                       | 2                        | Coupe ULEB                | -                        |
| 2008-2009   | 1                    | Superleague A        | 4e/12                | 38                   | 22                   | 16                   | 6                    | 73 %                 | 1/2 finales          | Vainqueur       | -                       | -                       | -                       | 2                        | EuroCoupe                 | -                        |
| 2009-2010   | 1                    | Superleague A        | 3e/9                 | 25                   | 16                   | 9                    | 7                    | 56 %                 | 1/2 finales          | Finaliste       | -                       | -                       | -                       | 2                        | EuroCoupe                 | -                        |
| 2010-2011   | 1                    | PBL                  | 1er/10               | 48                   | 27                   | 21                   | 6                    | 78 %                 | Finaliste            | -               | -                       | -                       | -                       | 1 2                      | -                         | -                        |
| 2011-2012   | 1                    | PBL                  | 4e/10                | 27                   | 18                   | 9                    | 9                    | 50 %                 | -                    | -               | -                       | -                       | -                       | 1                        | -                         | -                        |
| 2012-2013   | 1                    | PBL                  | 5e/10                | 26                   | 18                   | 8                    | 10                   | 44 %                 | -                    | -               | -                       | -                       | -                       | 1 2                      | -                         | -                        |
| 2013-2014   | -                    | -                    | -                    | -                    | -                    | -                    | -                    | -                    | -                    | Vainqueur       | 1                       | VTB United League       | -                       | 2                        | -                         | -                        |
| 2014-2015   | -                    | -                    | -                    | -                    | -                    | -                    | -                    | -                    | -                    | -               | 1                       | VTB United League       | -                       | 1 2                      | -                         | -                        |
| 2015-2016   | -                    | -                    | -                    | -                    | -                    | -                    | -                    | -                    | -                    | -               | 1                       | VTB United League       | -                       | 2                        | -                         | -                        |
| 2016-2017   | -                    | -                    | -                    | -                    | -                    | -                    | -                    | -                    | -                    | -               | 1                       | VTB United League       | -                       | 1                        | -                         | -                        |
| 2017-2018   | -                    | -                    | -                    | -                    | -                    | -                    | -                    | -                    | -                    | -               | 1                       | VTB United League       | -                       | 2                        | -                         | -                        |
| 2018-2019   | -                    | -                    | -                    | -                    | -                    | -                    | -                    | -                    | -                    | -               | 1                       | VTB United League       | -                       | -                        | -                         | -                        |

## Personnalités et joueurs du club

### Entraîneurs successifs
Le tableau suivant présente la liste des entraîneurs du club depuis 1991.
| Rang | Nom                   | Période   |
| ---- | --------------------- | --------- |
| 1    | Leonid Arslanov       | 1991-1993 |
| 2    | Aleksandr Zryadchikov | 1994-1996 |
| 3    | Georgy Korolev        | 1996-1998 |
| 4    | Dragan Višnjevac      | 1998      |
| 5    | Evgeny Kovalenko      | 1999-2000 |

| Rang | Nom                  | Période   |
| ---- | -------------------- | --------- |
| 6    | Stanislav Eremin     | 2000-2006 |
| 7    | Antanas Sireika      | 2006-2007 |
| 8    | Aco Petrović         | 2008-2009 |
| 9    | Valdemaras Chomičius | 2009-2010 |
| 10   | Ievgueni Pachoutine  | 2010-2012 |

| Rang | Nom                 | Période   |
| ---- | ------------------- | --------- |
| 11   | Aco Petrović        | 2012-2013 |
| 12   | Stanislav Eremin    | 2013      |
| 13   | Andrea Trinchieri   | 2013-2014 |
| 14   | Argýris Pedoulákis  | 2014      |
| 15   | Ievgueni Pachoutine | 2014-2017 |

| Rang | Nom                    | Période     |
| ---- | ---------------------- | ----------- |
| 16   | Dimitrios Priftis (en) | 2017-2021   |
| 17   | Velimir Perasović      | depuis 2021 |

### Joueurs emblématiques
- Konstantin Nesterov
- Henry Domercant
- Nathan Jawai
- Terrell Lyday
- Chuck Eidson
- Tywain McKee
- Jerry McCullough
- James White (basket-ball)
- Andrew Goudelock
- Jason Rowe
- Martin Müürsepp
- Eurelijus Žukauskas
- Tariq Kirksay
- Piotr Samoïlenko
- Evgeny Voronov
- Anton Ponkrachov
- Alekseï Savrassenko
- Vladimir Veremeenko
- Piotr Samoïlenko
- Michael Meeks
- Maciej Lampe
- Viktor Sanikidze
- Virgil Stănescu
- Oliver Popović
- Duško Savanović
- Jarod Stevenson
- Joseph Forte
- Travis Best
- Darjuš Lavrinovič
- Kšyštof Lavrinovič
- Saulius Štombergas
- Níkos Zísis

## Effectif actuel
| Poste       | N° | Joueur               | Pays                   | Taille | Age |
| ----------- | -- | -------------------- | ---------------------- | ------ | --- |
| Meneur      | 0  | Marco Spissu         | Drapeau de l'Italie    | 1,82 m | 26  |
| Ailier fort | 00 | John Brown           | Drapeau des États-Unis | 2,03   | 29  |
| Meneur      | 3  | Isaiah Canaan        | Drapeau des États-Unis | 1.83   | 30  |
| Arrière     | 4  | Lorenzo Brown        | Drapeau des États-Unis | 1.96   | 31  |
| Ailier      | 5  | Jarrell Brantley     | Drapeau des États-Unis | 2,01 m | 25  |
| Ailier      | 6  | Georgy Zhbanov       | Drapeau de la Russie   | 1.97   | 24  |
| Ailier      | 7  | Jānis Timma          | Drapeau de la Lettonie | 2,01 m | 29  |
| Meneur      | 8  | Viaceslav Zaitsev    | Drapeau de la Russie   | 1.90   | 32  |
| Ailier      | 11 | Mario Hezonja        | Drapeau de la Croatie  | 2.03   | 26  |
| Pivot       | 12 | Artem Klimenko       | Drapeau de la Russie   | 2.14   | 27  |
| Ailier      | 13 | Dmitri Uzinskiy      | Drapeau de la Russie   | 2.00   | 28  |
| Pivot       | 23 | Tonye Jekiri         | Drapeau du Nigeria     | 2.12   | 27  |
| Ailier fort | 31 | Evgeny Valiev        | Drapeau de la Russie   | 2.05   | 31  |
| Arrière     | 32 | O. J. Mayo           | Drapeau des États-Unis | 1,96   | 34  |
| Ailier fort | 33 | Andreï Vorontsevitch | Drapeau de la Russie   | 2,07 m | 34  |
| Arrière     | 44 | Artem Komolov        | Drapeau de la Russie   | 1.93   | 28  |

au 03/12/2021